# Henry Janeway Hardenbergh
Henry Janeway Hardenbergh (Nova Brunsvique, 6 de fevereiro de 1847 – Nova Iorque, 13 de março de 1918) foi um arquiteto norte-americano mais conhecido por seus hotéis e prédios de apartamento.
Ele estudou arquitetura entre 1865 e 1870 como aprendiz de Detlef Lienau, logo em seguida abrindo sua própria firma. Hardenbergh obteve seu primeiro contrato para a construção de três edifícios na Universidade Rutgers em sua natal Nova Brunsvique por meio de conexões familiares. Depois disso projetou vários prédios de apartamento, principalmente o The Dakota em 1884.
No começo da década de 1890, Hardenbergh projetou o hotel de luxo Waldorf Hotel em Nova Iorque, que foi inaugurado em 1893, e alguns anos depois também projetou o Astoria Hotel que foi erguido em 1897 bem ao lado do Waldorf; os dois acabaram se fundindo para formar o Waldorf–Astoria, o maior hotel do mundo na época. Ele seguiu projetando outros hotéis de luxo na cidade como o Hotel Manhattan, o Plaza Hotel e o Martinique Hotel, além de outros em Boston e Washington, D.C..